# Joaquín Rosell y Gil
Joaquín Rosell y Gil (Viver, 1844 - València, 1913) fou un advocat i polític valencià. Es llicencià en dret a la Universitat de València i milità en el Partit Progressista fins al triomf de la revolució de 1868. Durant el regnat d'Amadeu I es va vincular al Partit Radical de Manuel Ruiz Zorrilla i fou nomenat governador civil de la província de Castelló; més tard ho fou de les d'Osca i Múrcia i a les eleccions generals espanyoles d'abril de 1872 fou elegit diputat per Xelva. Posteriorment fou nomenat sotssecretari del ministeri de Marina. Com la resta del partit de Ruiz Zorrilla, va donar suport la Primera República Espanyola, raó per la qual quan es va instaurar la restauració borbònica fou condemnat a l'ostracisme polític. Aleshores va abandonar la política i es dedicà al conreu de les seves terres.